# 阮福洪傃
阮福洪傃（越南语：／，1834年10月25日—1922年9月18日），越南阮朝绍治帝第六子，生母貴人吳氏春。

## 生平
明命十五年九月二十三日（1834年10月25日），阮福洪傃在順化京城出生。年少好學。紹治六年（1846年）三月，受封為弘治郡公（越南语：／）。嗣德三十一年（1878年）正月，嗣德帝晉封阮福洪傃為宜國公（越南语：／）。
成泰三年（1891年）十二月，成泰帝晉封阮福洪傃為弘治公（越南语：／）。成泰八年（1896年）十一月，阮福洪傃被任命為尊人府右尊卿。成泰九年（1897年）六月，晉封為弘治郡王（越南语：／）。並改任右尊人。
啟定七年七月二十七日（1922年9月18日），阮福洪傃去世，虛齡八十九歲。啟定帝追贈為弘治王（越南语：／），葬於承天府香水縣楊春社。

## 家庭

### 妻妾
- 张氏桃，祖籍清化省，张福富之女，生长子阮福膺署

### 子女
阮福洪傃共有4子10女。本房後裔按照御賜网字部起名。
- 長子弘治郡公阮福膺署，生母張氏桃，嗣德十二年（1859年）出生，維新四年六月初七日（1910年7月13日）預封為弘治郡公。
  - 孫阮福寶罾，襲封弘治鄉公